# الهمج (فلم)
الهمج  (بالإنجليزية: Savages) هو فيلم سينمائي أُصدر في أمريكا[ ؟ ] سنة 2012. الفيلم من إخراج أوليفر ستون ومن بطولة سلمى حايك وبينيشيو ديل تورو وجون ترافولتا وبليك ليفلي
.

## القصة
يحكي الفيلم قصة صراع بين المزارعين بن وشون اللذان يضطران لمواجهة تاجر المخدرات المكسيكي كارتر، والذي يختطف أيضا صديقتهما المقربة.

## وصلات خارجية
- الموقع الرسمي
- مقالات تستعمل روابط فنية بلا صلة مع ويكي بيانات